# 363 Padua
A 363 Padua (ideiglenes jelöléssel 1893 S) a Naprendszer kisbolygóövében található aszteroida. Auguste Charlois fedezte fel 1893. március 17-én.